# André Fliess
André Fliess (* 19. Januar 1992 in Frankfurt am Main) ist ein deutscher Fußballspieler, der seit Sommer 2017 in der Hessenliga beim SC Hessen Dreieich spielt.

## Karriere
Andre Fliess spielte seit der Jugend für Kickers Offenbach.
Zur Saison 2011/12 wurde er in die Profimannschaft, die in der 3. Fußball-Liga spielt, hochgezogen, wobei er auch Bestandteil der zweiten Mannschaft, die in der viertklassigen Hessenliga spielt, war. Sein Profidebüt gab er am 6. August 2011, als er am dritten Spieltag der 3. Liga, gegen die SpVgg Unterhaching, in der 62. Minute für Sead Mehić eingewechselt wurde. Im Sommer 2012 wechselte er nach Frankfurt.
In der Saison 2014/15 spielte Fliess in der Regionalliga Südwest für den FC Nöttingen. 2015 kehrte er zu seinem Jugendverein Rot-Weiss Frankfurt zurück, mit dem er in der Hessenliga zweimal die Aufstiegsrunde zur Regionalliga erreichte, dort aber scheiterte. Zur Saison 2017/18 wechselte er zum Ligakonkurrenten SC Hessen Dreieich, mit dem er Meister wurde und in die Regionalliga aufstieg. In der Winterpause 2018/19 verließ er den Verein und ging zurück in die Oberliga zu Eintracht Stadtallendorf. Zur neuen Spielzeit 2019/20 unterschrieb er bei der SG Barockstadt Fulda-Lehnerz.